# Теодора Анђел Ватац
Теодора Анђел (грч. Θεοδωρα Αγγελινα ; 1190 — 23. јун 1246) је била супруга Леополда VI од Аустрије, са њим је имала више деце. У детињству ју је њен деда, цар Алексије III Анђел, користио као политичко оруђе за приврженост обласних моћника Иванка и Добромира Хрса. Њене веридбе или бракови са њима прекинути су јер их је цар узастопно заробио.

## Идентитет
Научници су дуго оспоравали идентитет жене Леополда VI. Средњовековни извори бележе само њено име Теодора и да је била унука византијског цара. Савремени научници, почев од Георга Јурича 1894. године, нудили су различита мишљења о томе ко је био тај цар, а неки сматрају Теодору унуком цара Исака II Анђела (р. 1185–1195, 1203–1204), док су други сматрали да је то био Алексије III Анђел (1195–1203).Други су пак тумачили наптис не као унуку као у класичном латинском, већ као нећаку, или чак пранећакиу, што је било уобичајеније значење речи у средњем веку.
Сада је коначно идентификована  као ћерка Исака Комнина Ватаца, унука византијског војсковође Теодора Ватаца и пурпурне принцезе Евдокије Комнин, ћерке цара Јована II Комнина (р. 1118–1143),  и Ане Комнин Анђел, друге кћери цара Алексија III Анђела).

## Живот
Њени родитељи су се венчали 1190. године или нешто пре, а Теодора је рођена убрзо након тога, пошто је 1203. године тек улазила у четрнаесту годину.

### Веридба за Иванка и Добромира Хрса
Њен отац је унапређен у чин севастократора када је Алексије III ступио на престо 1195. године, али је у лето исте године ухваћен током похода на бугарске побуњенике под Асеном и заточен у бугарској престоници. Трнову, где је умро у пролеће 1196. године. 
Према једној причи коју је пренео савремени хроничар Никита Хонијат, Исак је играо улогу у атентату на Асена од стране незадовољног бугарског бојара Иванка: Исак је наводно обећао Иванку Теодорину руку, у замену за дело. Исак је умро пре Асеновог убиства, али пошто је Иванко убио Асена и побегао на византијски двор, где је ступио у царску службу, цар Алексије III га је верио за Теодору да би учврстио његову верност.  Због њене младости — Хонијат описује будућу младу као „дете које је проговорило“ — брак, ако га је икада и постојао, никада није закључен; Теодора је остала у Цариграду, док је Иванко дигао устанак 1199. године, да би био ухваћен и затворен на превару. 
Убрзо након тога, Теодору је искористио цар Алексије III да стекне оданост другог регионалног балканског војсковође, Добромира Хрса, који је 1201. године подигао устанак заједно са незадовољним византијским генералом Манојлом Камицесом. Хрс је већ био ожењен Камицесовом ћерком, али је спремно прихватио цареву понуду и предао тврђаве Пелагонију (данашњи Битољ) и Прилеп, које је заузео, царевим снагама. Убрзо након тога, цар Алексије III се такође окренуо против Хрса и заробио га.

### Брак са војводом Леополдом VI од Аустрије и потомство
Теодора се 1203. године удала за даљег рођака, Леополда VI, војводу од Аустрије.  Њен муж је умро 1230. године и она је касније постала монахиња у манастиру Клостернојбург. Тамо је умрла 23. јуна 1246, наводно од туге због смрти њеног сина Фридриха II у борби против Мађара осам дана раније.
Леополд и Теодора су имали седморо деце:
- Маргарета, војвоткиња од Аустрије (1204—28. фебруар 1266)
- Агнес од Аустрије (19. фебруар 1205 — 29. август 1226)
- Леополд од Аустрије (1207–1216) пао је са дрвета и умро
- Хенрик II, војвода од Модлинга (1208—28. новембар 1228)
- Гертруда од Аустрије (1210–1241)
- Фридрих II, војвода Аустрије (25. април 1211 — 15. јун 1246)
- Констанција Аустријска (6. април 1212 — 5. јун 1243)

## Представе у уметности
Теодора је приказана на породичном стаблу из касног 15. века куће Бабенберг у манастиру Клостернојбург северно од Беча. Заједно са супругом, она је такође једна од историјских личности Анкерухра, монументалног механичког сата у центру Беча.